# هیرویوکی اونوئه
هیرویوکی اونوئه (انگلیسی: Hiroyuki Onoue؛ زادهٔ ۱۶ ژوئیهٔ ۱۹۸۵) بازیگر اهل ژاپن است. وی از سال ۱۹۹۳ میلادی تاکنون مشغول فعالیت بوده‌است.